# Vrije Stemmen
Vrije Stemmen was een Nederlandse verzetskrant die tijdens de Tweede Wereldoorlog in Goes werd uitgegeven. De krant kende twee perioden: eerst als Vrije Stemmen uit de Ganzestad, een illegaal verzetsblad, en later als Vrije Stemmen, Dagblad voor Zeeland, een legale krant.

## Vrije Stemmen uit de Ganzestad

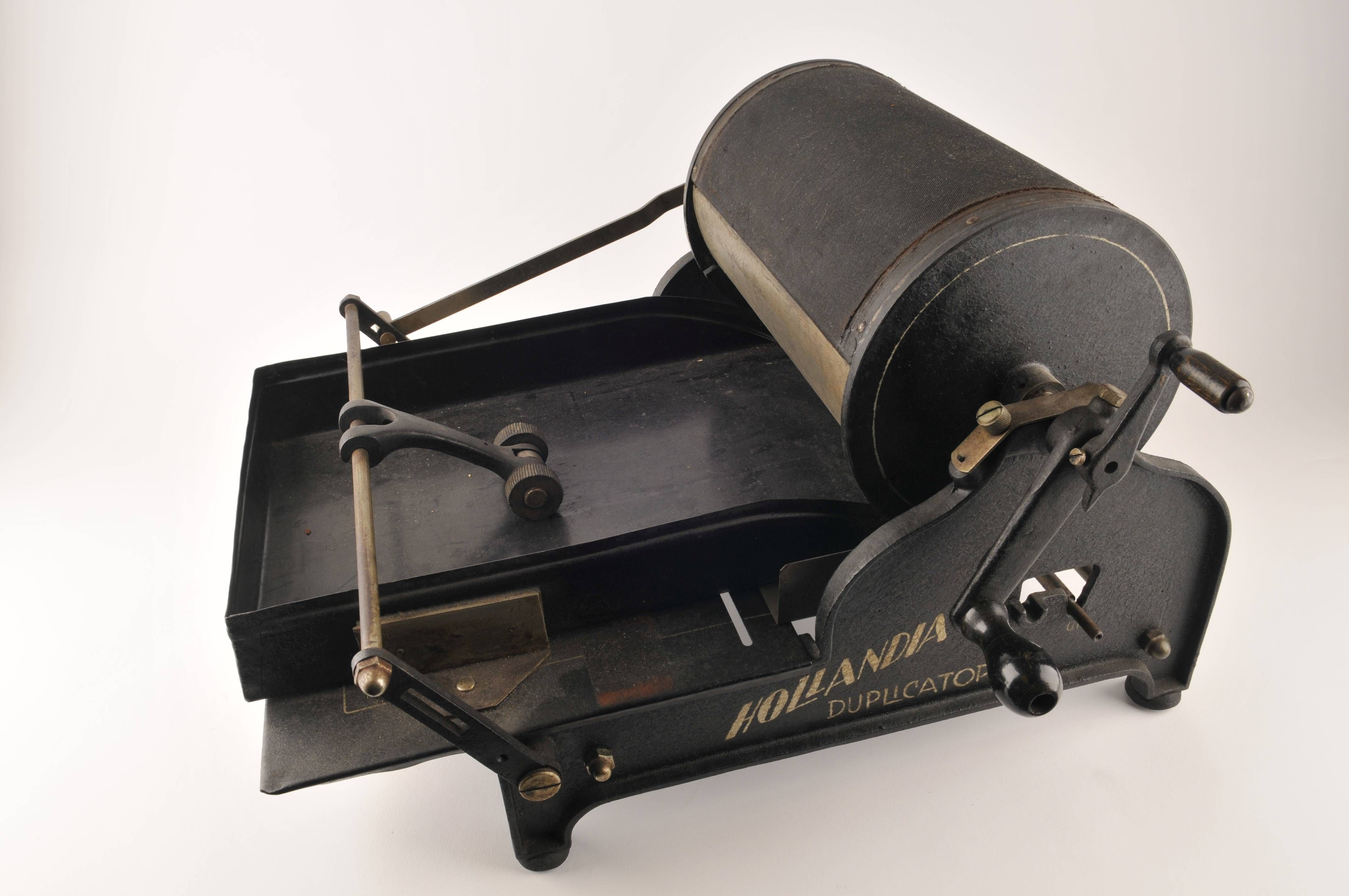
De drukpers die werd gebruikt voor het drukken van Vrij Goes en Vrije Stemmen uit de Ganzestad

De krant begon als een illegaal verzetsblad dat in de vorm van gestencilde pamfletten wekelijks werd verspreid. De eerste editie verscheen kort voor de bevrijding van Goes op 29 oktober 1944. Vanaf 4 november 1944 werd de krant dagelijks uitgegeven, gedrukt op een vel papier dat aan beide zijden bedrukt was. De redactie werd geleid door R. Zuidema, terwijl de algehele leiding in handen was van B.G. Kloosterziel en S.L. Boerma.
De inhoud bestond voornamelijk uit oorlogsberichten, waaronder verslagen uit de bevrijde regio. Abonnementen kostten 26 cent per week, terwijl losse nummers voor 5 cent verkrijgbaar waren. De redactie was aanvankelijk gevestigd aan de Lange Kerkstraat en verhuisde later naar Beestenmarkt.

## Vrije Stemmen, Dagblad voor Zeeland
Op 30 januari 1945 werd R. Zuidema als redacteur vervangen door J. Koekebakker. Vanaf dat moment ging de krant verder onder de naam Vrije Stemmen, Dagblad voor Zeeland, een titel die vanaf 20 februari 1945 op de voorpagina werd gebruikt. Hiermee wilde men benadrukken dat het blad niet langer een oorlogskrant was, maar een regionaal dagblad voor heel Zeeland. De algemene leiding bleef bij B.G. Kloosterziel en S.L. Boerma, terwijl J. Koekebakker de functie van hoofdredacteur op zich nam. De redactie bleef gevestigd aan de Beestenmarkt in Goes.
Na de oorlog verschoof de inhoud van de krant naar internationale politieke ontwikkelingen, naast regionale oorlogsberichten.  De abonnementsprijs bleef ongewijzigd op 26 cent per week of 13,20 gulden per jaar, terwijl losse nummers voor 5 cent verkrijgbaar waren.
De krant werd op 9 november 1946 opgeheven vanwege een gebrek aan goede faciliteiten. Abonnees ontvingen vanaf 11 november 1946 de Provinciale Zeeuwse Courant.

## Nalatenschap
De originele drukpers van Vrije Stemmen is bewaard gebleven en is in het bezit van het Bevrijdingsmuseum Zeeland.